# Emily de Jongh-Elhage
Emily Saïdy de Jongh-Elhage (7 de diciembre de 1946) es una política que fue la última primera ministra de las Antillas Neerlandesas desde el 27 de marzo de 2006 hasta el 10 de octubre de 2010. Es la líder del Partido Antiá Restrukturá. Entró en la actividad política en 1995.